# بزل آب‌شامه
در پزشکی سوراخ کردن با سوزن یا چاقو را بَزل (centesis) می‌گویند و بزل آب‌شامه یا پریکاردیوسنتز (Pericardiocentesis) عبارت است از خارج کردن مایع یا خون، از کیسه آب‌شامه (پریکارد) به وسیله سوزن.
این عمل از طریق وارد کردن سوزنی از راه پوست، به جهت برداشتن فشار از قلب و گرفتن مایع پریکارد برای آنالیز صورت می‌گیرد. در مواردی مشابه تعیین علت التهاب آب‌شامه (پریکاردیت) یا افیوژن پریکارد و تامپوناد قلبی نیز، پریکاردیوسنتز انجام می‌شود. در این روش با استفاده از سوزن‌های ویژه از ناحیه زیر جناغ سینه وارد فضای پریکارد شده و مایع آن جهت بررسی‌های درمانی یا تشخیصی بیرون کشیده می‌شود.
این روش اولین بار در قرن ۱۹ میلادی توصیف شد و به عنوان یک تکنیک در پیگیری و درمان افیوژن‌های پریکارد کاربرد دارد. در ابتدا این تکنیک به صورت کورکورانه انجام می‌شد ولی در حال حاضر تحت راهنمایی پژواک‌نگاری قلب انجام می‌شود چرا که در روش کورکورانه عوارض جدی بیمار را تهدید می‌کرد. در حال حاضر این تکنیک در درمان و پیگیری افیوژن‌های پریکارد مؤثر و ایمن است. این تکنیک به عنوان روش قطعی درمان تامپوناد قلبی به‌شمار می‌آید.